# Загребино (Челябінська область)
Загребино (рос. Загребино) — присілок у Октябрському районі Челябінської області Російської Федерації.
Входить до складу муніципального утворення Кочердикське сільське поселення. Населення становить 25 осіб (2010). Населений пункт розташований на землях українського культурного та етнічного краю Сірий Клин.

## Історія
Від 4 листопада 1926 року належить до Октябрського району Челябінської області.
Згідно із законом від 15 вересня 2004 року органом місцевого самоврядування є Кочердикське сільське поселення.

## Населення
| 2002 | 2010 |
| ---- | ---- |
| 56   | ↘25  |